# Duivelsdrek
Duivelsdrek (Ferula assa-foetida) is een plant uit de schermbloemenfamilie (Apiaceae).
Het is een tot twee meter hoge kruidachtige plant met stevige, holle, ietwat sappige stelen die aan de basis 5-8 cm breed zijn. De bladeren zijn 30-40 cm lang, sterk verdeeld, met een fiks steunblad aan de stam. De bloeiwijze zijn grote, gele, samengestelde bloemschermen. Bij verwerking verspreidt de plant een intense knoflookachtige geur. De plant komt van nature voor in Iran.

## Keukenkruid
Hars uit wortel en steel van de plant wordt in poedervorm veel gebruikt in de Indiase keuken. Het is een smaakversterker in curry's en stoofgerechten en wordt verwerkt in peulvruchtenschotels. Geur en smaak doen denken aan prei, ui en knoflook.
In het verleden werd de sterk ruikende hars ook toegepast in de geneeskunde als middel tegen 'hysterie'.